# Rheinniederung Sasbach - Wittenweier
Rheinniederung Sasbach - Wittenweier este o arie protejată (sit de importanță comunitară — SCI, arie de protecție specială avifaunistică — SPA) din Germania întinsă pe o suprafață de 4.718,89 ha, integral pe uscat.

## Localizare
Centrul sitului Rheinniederung Sasbach - Wittenweier este situat la coordonatele 48°14′09″N 7°41′24″E / 48.2358°N 7.69°E.

## Înființare
Situl Rheinniederung Sasbach - Wittenweier a fost declarat arie de protecție specială avifaunistică în martie 2001 pentru a proteja 30 de specii de animale. Situl a fost protejat și ca sit de importanță comunitară în martie 2001.

## Biodiversitate
Situată în ecoregiunea continentală, aria protejată nu include niciun habitat protejat.
La baza desemnării sitului se află mai multe specii protejate de  păsări (30): lăcar mare (Acrocephalus arundinaceus), pescăruș albastru (Alcedo atthis), rață mică (Anas crecca crecca), rață fluierătoare (Anas penelope), Anas platyrhynchos platyrhynchos, Anas strepera strepera, Anser albifrons albifrons, gâscă cenușie (Anser anser), gâscă de semănătură (Anser fabalis), rața moțată (Aythya fuligula), buhai de baltă (Botaurus stellaris stellaris), Bucephala clangula, ciocănitoarea de stejar (Dendrocopos medius), ciocănitoare neagră (Dryocopus martius), egretă albă (Egretta alba), șoimul rândunelelor (Falco subbuteo), codalb (Haliaeetus albicilla), capîntortură (Jynx torquilla), sfrâncioc roșiatic (Lanius collurio), ferestraș mic (Mergus albellus), Mergus merganser merganser, prigoare (Merops apiaster), gaia neagră (Milvus migrans), viespar (Pernis apivorus), cormoran mare (Phalacrocorax carbo carbo), ciocănitoare verzuie (Picus canus), Podiceps cristatus cristatus, Rallus aquaticus aquaticus, chiră de baltă (Sterna hirundo), Tachybaptus ruficollis ruficollis.